# Porcellionides dalmatinus
Porcellionides dalmatinus là một loài chân đều trong họ Porcellionidae. Loài này được Verhoeff miêu tả khoa học năm 1901.